# Lisa Chesson
Lisa Chesson, född 18 augusti 1986 i Plainfield i Illinois, är en amerikansk ishockeyspelare som spelar för Buffalo Beauts i National Women's Hockey League.
Hon tog OS-silver i damernas ishockeyturnering i samband med de olympiska ishockeytävlingarna 2010 i Vancouver.